# Сан Фернандо (град, Калифорния)
Вижте пояснителната страница за други значения на Сан Фернандо.
Сан Фернандо (на английски: San Fernando) е град в окръг Лос Анджелис, щата Калифорния, САЩ. Сан Фернандо е с население от 23564 жители (2000) и обща площ от 6,18 km². Намира се на 326 m надморска височина. ЗИП кодовете му са 91340, 91341, 91344-91346, а телефонният му код е 818.